# Martos Levente Balázs
Martos Levente Balázs (Szombathely, 1973. november 18. –) római katolikus pap, az Esztergom-Budapesti főegyházmegye segédpüspöke, trebai címzetes püspök.

## Pályafutása
Teológiából doktorált a Pázmány Péter Katolikus Egyetem Hittudományi Karán 2002-ben, ugyanitt biblikum tudományszakon habilitált 2010-ben.
2000–2007 között káplán, Sarlós Boldogasszony-székesegyház (Szombathely), 2000–2006 között hitoktató Szombathelyen.
2000-től teológiai tanár a Győri Hittudományi Főiskola szombathelyi hittanár szakán. 2007-től teológiai tanár a Győri Hittudományi Főiskolán.
2013–2018 között a Győri Hittudományi Főiskola és Papnevelő Intézet prefektusa.
2014-től a Pápai Biblikus Bizottság tagja.
2018-tól felnőttképzési püspöki referens, egyetemi lelkész Szombathelyen.
2019. szeptember 3-tól a Központi Papnevelő Intézet rektora.

### Püspöki pályafutása
2023. február 3-án Ferenc pápa trebai címzetes püspökké és az Esztergom-Budapesti főegyházmegye segédpüspökévé nevezte ki, felszentelésére 2023. március 4-én került sor.